# MTV Video Music Awards/Best Rap Video
Der MTV Video Music Award for Best Rap Video wurde erstmals 1989 ausgegeben als einer von vier in diesem Jahr eingeführten Genre-Kategorien. 2007, als der MTV Video Music Award umstrukturiert wurde, wurde die Kategorie gestrichen. Als 2008 zum ursprünglichen System zurückgekehrt wurde, wurden sie nicht zurückgebracht. Videos aus dem Rap-Genre sind heute unter Best Hip-Hop-Video zu finden.
Die großen Gewinner des Awards waren Will Smith (einmal davon als Teil des Duos DJ Jazzy Jeff & the Fresh Prince), Arrested Development, Dr. Dre und Jay-Z, die den Award je zweimal gewannen.

## Übersicht
| Award | Jahr | Preisträger                         | für das Video                 | Nominierungen |
| ----- | ---- | ----------------------------------- | ----------------------------- | --- |
| 1.    | 1989 | DJ Jazzy Jeff & The Fresh Prince    | Parents Just Don’t Understand | - Ice-T – Colors - Kool Moe Dee – How Ya Like Me Now - MC Hammer – Turn This Mutha Out - Tone Lōc – Wild Thing |
| 2.    | 1990 | MC Hammer                           | U Can’t Touch This            | - Digital Underground – The Humpty Dance - Biz Markie – Just a Friend - Young MC – Principal’s Office |
| 3.    | 1991 | LL Cool J                           | Mama Said Knock You Out       | - 3rd Bass – Pop Goes the Weasel - DJ Jazzy Jeff & The Fresh Prince – Summertime - Ice-T – New Jack Hustler (Nino's Theme) - Monie Love – It's a Shame (My Sister) |
| 4.    | 1992 | Arrested Development                | Tennessee                     | - Black Sheep – The Choice Is Yours (Revisited) - Kris Kross – Jump - Marky Mark and the Funky Bunch – Good Vibrations - Sir Mix-a-Lot – Baby Got Back |
| 5.    | 1993 | Arrested Development                | People Everyday               | - Digable Planets – Rebirth of Slick (Cool Like Dat) - Dr. Dre – Nuthin’ but a ‘G’ Thang - Naughty by Nature – Hip Hop Hooray |
| 6.    | 1994 | Snoop Doggy Dogg                    | Doggy Dogg World              | - Coolio – Fantastic Voyage - Cypress Hill – Insane in the Brain - Dr. Dre – Let Me Ride |
| 7.    | 1995 | Dr. Dre                             | Keep Their Heads Ringin’      | - Brandy (feat. MC Lyte, Queen Latifah and Yo-Yo) – I Wanna Be Down - Da Bush Babees – Remember We - Craig Mack – Flava in Ya Ear - Public Enemy – Give It Up - Rappin' 4-Tay (featuring The Spinners) – I'll Be Around                                                                           |
| 8.    | 1996 | Coolio (feat. L.V.)                 | Gangsta's Paradise            | - 2Pac (feat. Dr. Dre and Roger Troutman) – California Love - Bone Thugs-n-Harmony – Tha Crossroads - LL Cool J – Doin’ It |
| 9.    | 1997 | The Notorious B.I.G.                | Hypnotize                     | - Blackstreet (feat. Dr. Dre & Queen Pen) – No Diggity - Dr. Dre – Been There, Done That - Missy Misdemeanor Elliott – The Rain (Supa Dupa Fly) |
| 10.   | 1998 | Will Smith                          | Gettin’ Jiggy wit It          | - Busta Rhymes – Put Your Hands Where My Eyes Could See - Master P (feat. Fiend, Silkk the Shocker, Mia X & Mystikal) – Make ’Em Say Uhh! - The Notorious B.I.G. (feat. Puff Daddy & Mase) – Mo Money Mo Problems - Pras (feat. Ol’ Dirty Bastard & Mýa) – Ghetto Supastar (That Is What You Are) |
| 11.   | 1999 | Jay-Z (feat. Ja Rule & Amil)        | Can I Get A...                | - 2Pac – Changes - DMX – Ruff Ryders’ Anthem - Nas (feat. Puff Daddy) – Hate Me Now |
| 12.   | 2000 | Dr. Dre (featuring Eminem)          | Forgot About Dre              | - DMX – Party Up - Eminem – The Real Slim Shady - Eve (featuring Faith Evans) – Love Is Blind - Jay-Z (featuring UGK) – Big Pimpin |
| 13.   | 2001 | Nelly                               | Ride wit Me                   | - Eminem (featuring Dido) – Stan - Ja Rule (featuring Lil’ Mo and Vita) – Put It on Me - Jay-Z – I Just Wanna Love U (Give It 2 Me) - Snoop Dogg (featuring Master P, Nate Dogg, Butch Cassidy and Tha Eastsidaz) – Lay Low                                                                       |
| 14.   | 2002 | Eminem                              | Without Me                    | - DMX – Who We Be - Ludacris (feat. Sleepy Brown) – Saturday (Oooh Oooh!) - Nas – One Mic - P. Diddy (feat. Black Rob & Mark Curry) – Bad Boy for Life |
| 15.   | 2003 | 50 Cent                             | In da Club                    | - 2Pac (feat. Nas) – Thugz Mansion - Eminem – Lose Yourself - Ludacris (feat. Mystikal) – Move - Nas – I Can |
| 16.   | 2004 | Jay-Z                               | 99 Problems                   | - 50 Cent (feat. Snoop Dogg & G-Unit) – P.I.M.P. (Remix) - D12 – My Band - Lil Jon and The East Side Boyz (feat. Ying Yang Twins) – Get Low - Ludacris (feat. Shawnna) – Stand Up |
| 17.   | 2005 | Ludacris                            | Number One Spot               | - Eminem – Just Lose It - The Game (feat. 50 Cent) – Hate It or Love It - T.I. – U Don’t Know Me - Ying Yang Twins – Wait (The Whisper Song) |
| 18.   | 2006 | Chamillionaire (feat. Krayzie Bone) | Ridin’                        | - 50 Cent – Window Shopper - Busta Rhymes (feat. Mary J. Blige, Rah Digga, Missy Elliott, Lloyd Banks, Papoose und DMX) – Touch It (Remix) - T.I. – What You Know - Yung Joc (feat. Nitti) – It’s Goin’ Down                                                                                      |